# ボトムス
ボトムス（英: bottoms）は、下半身に着る服である。日本語の「下衣（かい）」に相当する。対義語は「トップス」。
上記の意味になるのは複数形のbottomsのみであり、単数形のbottomはその限りではない。なお、下衣をしたごろもと読むと下着を指す。

## サイズ
一般的に、ボトムスはトップスよりも細かいサイズ分けがされている。
主にウエストのサイズ（胴囲）によって分けられており、日本の既製服においては男性用は70センチメートルから、女性用は52センチメートルから、3センチメートル刻みで用意されていることが多い。ジーンズなどに見られるインチ表記のボトムスは、1インチ（2.54センチメートル）刻みになっていることが多い。
通販などではウエストだけでなく、ヒップや太腿のサイズ展開もされていることがある。またローライズの流行後は、股上の深さを選べるものもある。
長ズボンの場合、丈はやや長めに作られており穿く人に合わせて丈詰め（裾上げ）をすることが多いがこの手間を無くすためや脚の長い人にも合うように股下丈でのサイズ展開がされていることもある。
サイズ分けが細かい理由としては以下のようなものが挙げられる。
- サイズが大きいと着用時にずり落ちてくる可能性が高い。
- 下半身は上半身に比べ肥満などによりサイズが変わりやすく、身長が同じぐらいでも人によってサイズや形状のばらつきが大きい。
- 丈が長すぎると引きずって汚したり、踏んで転んだりするおそれがある。

## ボトムスの種類
- ズボン
- スカート
- 袴
- パンツ